# 栅电容
在电子学中，栅电容是指场效应晶体管（FET）栅极端子的电容。该电容可以表示为晶体管栅极的绝对电容值，也可以表示为某一集成电路工艺中单位面积的电容，或表示为该工艺中最小沟道长度晶体管单位栅宽的电容。
在遵循丹纳德缩放规律的各代金屬氧化物半導體場效電晶體（MOSFET）中，单位面积的电容值通常随着器件尺寸的减小而增加。由于栅极面积随器件尺寸的平方成比例缩小，因此单个晶体管的栅电容通常也会与器件尺寸成正比地减小。在丹纳德缩放条件下，单位栅宽的电容基本保持恒定；这一量度也可能包含栅-源和栅-漏的重叠电容。然而，也存在其他类型的缩放方式，例如工作电压与栅氧化层厚度的下降速度并不总是与器件尺寸同步。因此，单位面积的栅电容增长速度可能较慢，单位栅宽的电容在某些代际中也可能出现下降。
对于采用二氧化硅作为栅绝缘层的晶体管，其理想情况下（即忽略边缘场效应和其他细节）栅电容可以根据单位面积的薄氧化层电容计算如下：
{\displaystyle C_{\mathrm {G} }=A_{\mathrm {G} }C_{\mathrm {ox} }}
其中：
- AG 为栅极面积；
- {\displaystyle C_{\mathrm {ox} }={\frac {\varepsilon _{\mathrm {SiO_{2}} }\varepsilon _{0}}{t_{\mathrm {ox} }}}} 为单位面积的薄氧化层电容，其中
  - εSiO2 = 3.9 表示二氧化硅的相对电容率；
  - ε0 = 8.854 × 10−12 F/m 为真空电容率；
  - tox 为氧化层厚度。